# Pays de Lubusz
Le pays de Lubusz (en polonais : Ziemia Lubuska) ou pays de Lebus (en allemand : Land Lebus) est une région historique et géographique de Pologne et d'Allemagne s'étendant sur les deux rives de l'Oder autour de la localité de Lebus (Lubusz). Aujourd'hui, la partie orientale fait partie du territoire de la voïvodie de Lubusz, qui lui doit son nom, tandis que la partie occidentale dépend du land de Brandebourg. Le nom est tiré d'écrits en latin médiéval qui parlent de la terra lubusiana. 

## Géographie
Le pays entoure les villes de Lebus et Francfort-sur-l'Oder/Słubice s'étendant jusqu'à Słońsk, Lubniewice, Sulęcin et Torzym à l'est, ainsi qu'à Müllrose, Fürstenwalde, Müncheberg et Seelow à l'ouest. Il est limité au nord par les marécages à l'embouchure de la rivière Warta, aujourd'hui un parc national. Au sud-est, il jouxte la région historique de Basse-Silésie ; au sud-ouest, il est frontalière avec la Basse-Lusace au-délà de la Sprée. Plus à l'ouest, il borde le plateau de Barnim, une partie du pays initial de la marche de Brandebourg.

## Histoire
Après l'époque des grandes invasions, la région a été habitée par des tribus slaves, nommés Lubuszanie, membres de la fédération des Vélètes (Wieleci). Au Xe siècle, la région sur les deux rives de l'Oder faisait partie des territoires du duc Mieszko Ier, la Civitas Schinesghe qui par le Dagome Iudex sont placés sous la protection du pape Jean XV. Elle a constitué la partie la plus occidentale du royaume de Pologne sous la maison Piast, proche de la frontière avec la marche de l'Est saxonne.

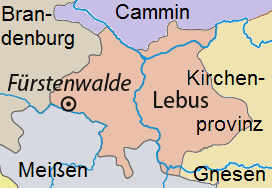
l'évéché de Lebus avant la Réforme.

Vers l'an 1124, le duc Boleslas III Bouche-Torse, pour affirmer sa domination auprès l'empereur Henri V, a fondé l'évêché de Lubusz suffragant à l'archidiocèse de Gniezno. Une cathédrale a été construite à Lebus et consacrée à saint Adalbert de Prague.
À la suite de la mort de Boleslas III en 1138, le pays de Lubusz appartenait au duché de Silésie sous le règne de son fils Ladislas II et ses descendants. En 1241 / 1242, il fut la propriété du duc silésien Mieszko de Lubusz, fils de Henri II le Pieux ; son frère aîné Boleslas II le Chauve, toutefois, cède Lubusz à l’archevêque de Magdebourg en 1248 et le pays passe alors sous la domination de la marche de Brandebourg. Lebus devint alors le foyer de la Nouvelle-Marche et des acquisitions suivantes à l'est de l'Oder. 
Depuis le XIXe siècle, la région appartenait à la province prussienne de Brandebourg, incorporée dans les arrondissements de Lebus et Sternberg (Sternberg-Ouest et Sternberg-Est à partir de 1873) au sein du district de Francfort. En 1945, après la fin de la Seconde Guerre mondiale, la partie située à l'est de l'Oder revint à la république de Pologne.